# Болодурін Іван Петрович
Іван Петрович Болодурін ( 1905 - 1943 ) - сержант Робітничо-селянської Червоної Армії, учасник Великої Вітчизняної війни, Герой Радянського Союзу (1943).

## Біографія
Іван Болодурін народився 19 січня    в селі Старошешмінськ (нині - Нижньокамський район Татарстану ) в сім'ї селянина . Після закінчення середньої школи працював в одному з ліспромгоспів в Іркутській області . В 1931 був призваний на службу в Робочо-селянську Червону Армію Бодайбінським районним військовим комісаріатом Іркутської області. У 1933 році був звільнений у запас. У вересні 1941 року був повторно призваний до армії Біробіджанським районним військовим комісаріатом Єврейської автономної області . З вересня 1943 - на фронтах Великої Вітчизняної війни. До вересня 1943 року гвардії сержант Іван Болодурін командував кулеметним відділенням 234-го гвардійського стрілецького полку 76-ї гвардійської стрілецької дивізії 61-ї армії Центрального фронту . Відзначився під час битви за Дніпро  .
28 вересня 1943 року Болодурін у числі передової групи з дев'яти солдатів переправився через Дніпро у Брагінському районі Гомельської області Білоруської РСР . До групи, крім Болодуріна, увійшли також Георгій Масляков, Акан Курманов, Василь Русаков, Олексій Голоднов, Генріх Гендреус, Арсеній Матюк, Іван Заулін, Петро Сафонов . На західному березі бійці увірвалися в німецьку траншею, захопили протитанкову зброю та кулемет, після чого відобразили контратаку ворожих сил чисельністю до роти. Своїми діями група сприяла успішній переправі через Дніпро 234-го гвардійського полку. 29 вересня 1943 року Болодурін загинув у бою. Похований у братській могилі у селі Миси Ріпкинського району Чернігівської області України  .
Указом Президії Верховної Ради СРСР «Про присвоєння звання Героя Радянського Союзу генералам, офіцерському, сержантському та рядовому складу Червоної Армії» від 15 січня 1944 року за «зразкове виконання бойових завдань командування з форсування річки Дніпро та виявлені при цьому мужність та героїзм" Болодурін посмертно був удостоєний високого звання Героя Радянського Союзу . Також був нагороджений орденом Леніна та рядом медалей   .

## Пам'ять
- Ім'ям Болодуріна названо вулицю в Нижньокамську [3] .
- Меморіальна дошка на честь Болодуріна встановлена в місті Нижньокамськ, пр. Хіміков, д. 16г. [4]
- І. П. Болодуріну присвячена меморіальна стела біля нижньокамського «Монументу загиблим захисникам Батьківщини в роки Великої Вітчизняної Війни».
- 8 травня 2010 року в рідному селі Болодуріна - Старошешмінську - була відкрита присвячена йому меморіальна дошка [5] .
- Вписаний у пам'ятну дошку в меморіалі «Герої Радянського Союзу Іркутської області, які загинули у Великій Вітчизняній війні» (Іркутськ, вул. Леніна, д. 1А). [6]